# كين بيريرا
كين بيريرا هو لاعب هوكي الحقل كندي، ولد في 12 يوليو 1973 في تورونتو في كندا.

## وصلات خارجية
- كين بيريرا على موقع الاتحاد الدولي للهوكي (الإنجليزية)
- كين بيريرا على موقع هوكي الميدان كندا (الإنجليزية)
- كين بيريرا على موقع اللجنة الأولمبية الدولية (الإنجليزية)
- كين بيريرا على موقع أوليمبيديا (الإنجليزية)
- كين بيريرا على موقع اللجنة الأولمبية الكندية (الإنجليزية)
- كين بيريرا على موقع اتحاد ألعاب الكومنولث (مؤرشف) (الإنجليزية)